# والنوت ریج (آرکانزاس)
والنوت ریج (آرکانزاس) (به انگلیسی: Walnut Ridge, Arkansas) یک شهر در ایالات متحده آمریکا با جمعیت ۴٬۹۲۵ نفر است که در آرکانزاس واقع شده‌است.

## موقعیت جغرافیایی
موقعیت جغرافیایی شهرها و مناطق اطراف به شرح زیر است: